# كنال + سبورت 2 (قناة تلفزيونية)
كنال+ سبورت 2 هي قناة تلفزيونية بولندية وهي واحدة من تسع قنوات متوفرة في البولندا ضمن شبكة كنال+ الفرنسية. تم إطلاق القناة في 11 مايو 2015.
تحمل القناة البولندية نفس اسم كنال+سبورت 2 القناة الفرنسية التي كانت تبث من من 13 نوفمبر 2004 إلى 30 يوليو 2011 ، والتي تحولت بعد ذلك إلى Canal + Gol (حتى 5 أبريل 2013) ، كنال+ فاميلي 2 (حتى 11 مايو 2015) وتبث الآن باسم كنال + 1 .